# Divisiones Regionales de la Región de Murcia 1994-95
Las divisiones regionales de fútbol son las categorías de competición futbolística de más bajo nivel en España, en las que participan deportistas aficionados, no profesionales. En la Región de Murcia su administración corre a cargo de las Real Federación de Fútbol de la Región de Murcia. Inmediatamente por encima de estas categorías estaba la Tercera División española.
En la temporada 1994-1995 las divisiones regionales se dividen en Regional Preferente y Primera Regional. Los tres primeros clasificados de Regional Preferente ascendieron directamente al grupo XIII de Tercera División.

## Regional Preferente

### Clasificación
|  |     | Equipos de fútbol   | PJ | G  | E  | P  | GF | GC | Dif | Pts |
|  | --- | ------------------- | -- | -- | -- | -- | -- | -- | --- | --- |
|  | 1.  | AD Cotillas CF      | 36 | 24 | 5  | 7  | 93 | 30 | +63 | 53  |
|  | 2.  | Cehegín CF          | 36 | 22 | 8  | 6  | 87 | 36 | +51 | 52  |
|  | 3.  | CD Los Garres       | 36 | 19 | 9  | 9  | 63 | 39 | +24 | 47  |
|  | 4.  | Sangonera Atlético  | 36 | 21 | 5  | 5  | 64 | 34 | +30 | 47  |
|  | 5.  | CD Bala Azul        | 36 | 20 | 5  | 11 | 67 | 38 | +29 | 45  |
|  | 6.  | Sangonera CF        | 36 | 17 | 11 | 8  | 66 | 45 | +21 | 45  |
|  | 7.  | Algezares CF        | 36 | 15 | 13 | 8  | 58 | 43 | +15 | 43  |
|  | 8.  | La Unión Athlétic   | 36 | 14 | 7  | 15 | 44 | 50 | -6  | 35  |
|  | 9.  | CD Alberca          | 36 | 13 | 8  | 15 | 58 | 56 | +2  | 34  |
|  | 10. | Barinas CF          | 36 | 12 | 10 | 14 | 37 | 52 | -15 | 34  |
|  | 11. | CD Bullense         | 36 | 9  | 14 | 13 | 49 | 53 | -4  | 32  |
|  | 12. | CD Lumbreras        | 36 | 14 | 4  | 18 | 51 | 72 | -22 | 32  |
|  | 13. | CD Balsicas         | 36 | 12 | 9  | 15 | 50 | 79 | -29 | 31  |
|  | 14. | Yecla Promesas      | 36 | 9  | 13 | 14 | 31 | 41 | -10 | 31  |
|  | 15. | Blanca CF           | 36 | 9  | 8  | 19 | 38 | 62 | -24 | 26  |
|  | 16. | EF Águilas          | 36 | 8  | 9  | 19 | 48 | 72 | -24 | 25  |
|  | 17. | Nueva Vanguardia CF | 36 | 6  | 12 | 18 | 44 | 71 | -27 | 24  |
|  | 18. | Lorca CF "B"        | 36 | 8  | 10 | 18 | 46 | 70 | -24 | 24  |
|  | 19. | CD El Raal          | 36 | 8  | 4  | 24 | 42 | 92 | -50 | 20  |
|  | 20. | AD Albujón          | 0  | 0  | 0  | 0  | 0  | 0  | 0   | 0   |

Pts = Puntos; PJ = Partidos Jugados; G = Partidos Ganados; E = Partidos Empatados; P = Partidos Perdidos; GF = Goles Anotados; GC = Goles Recibidos
|  | Asciende a Tercera División  |
|  | Desciende a Primera Regional |

## Primera Regional

### Clasificación
|  |     | Equipos de fútbol    | PJ | G  | E  | P  | GF | GC | Dif | Pts |
|  | --- | -------------------- | -- | -- | -- | -- | -- | -- | --- | --- |
|  | 1.  | CD Alquerías         | 30 | 20 | 9  | 1  | 69 | 24 | +45 | 49  |
|  | 2.  | AD Pliego            | 30 | 20 | 8  | 2  | 83 | 27 | +56 | 48  |
|  | 3.  | Deportiva Minera     | 30 | 17 | 9  | 4  | 90 | 42 | +48 | 43  |
|  | 4.  | AD Ceutí Atlético    | 30 | 15 | 9  | 6  | 66 | 35 | +31 | 39  |
|  | 5.  | AD San Miguel        | 30 | 14 | 6  | 10 | 52 | 33 | +19 | 34  |
|  | 6.  | Atlético Alhameño    | 30 | 13 | 7  | 10 | 51 | 45 | +6  | 33  |
|  | 7.  | La Hoya CF           | 30 | 14 | 5  | 11 | 59 | 43 | +16 | 33  |
|  | 8.  | CD Cieza Promesas    | 30 | 11 | 9  | 10 | 44 | 44 | 0   | 31  |
|  | 9.  | Balsapintada CF      | 30 | 10 | 7  | 13 | 43 | 55 | -12 | 27  |
|  | 10. | SD Los Martínez      | 30 | 11 | 5  | 15 | 43 | 62 | -19 | 27  |
|  | 11. | UD Cañada de Gallego | 30 | 8  | 9  | 15 | 41 | 53 | -12 | 25  |
|  | 12. | Ramonete             | 30 | 5  | 13 | 12 | 35 | 42 | -7  | 23  |
|  | 13. | UD Paretón           | 30 | 7  | 6  | 17 | 46 | 62 | -16 | 20  |
|  | 14. | EDM Totana           | 30 | 6  | 4  | 20 | 45 | 93 | -48 | 16  |
|  | 15. | Calasparra FC        | 30 | 6  | 7  | 17 | 43 | 85 | -42 | 15  |
|  | 16. | La Tercia            | 30 | 4  | 5  | 21 | 40 | 95 | -55 | 13  |

Pts = Puntos; PJ = Partidos Jugados; G = Partidos Ganados; E = Partidos Empatados; P = Partidos Perdidos; GF = Goles Anotados; GC = Goles Recibidos
|  | Asciende a Regional Preferente |